# Universalgrammatik
Die Universalgrammatik (UG) ist eine in manchen Theorien der Linguistik zugrundegelegte Annahme, wonach alle (menschlichen) Sprachen gemeinsamen grammatischen Prinzipien folgen und diese Prinzipien allen Menschen angeboren seien. Noam Chomsky ist einer der Begründer und berühmtesten Vertreter dieser Version einer Universalgrammatik. Die Bezeichnung Universalgrammatik ist daher ein feststehender Begriff in der Schule der generativen Grammatik und wird in anderen Traditionslinien, die sich mit Sprachuniversalien beschäftigen, etwa der Sprachtypologie, eher nicht verwendet.
Im Rahmen der generativen Grammatik ging man lange Zeit davon aus, dass die Universalgrammatik lediglich aus einer Reihe von Regeln bestehe, die es Kindern ermöglichten, während des Spracherwerbs anhand des ihnen zur Verfügung stehenden sprachlichen Inputs Hypothesen über mögliche zugrunde liegende Grammatiken zu entwerfen und diese zu evaluieren (siehe auch Language Acquisition Device). Diese Sichtweise wurde aber im Zuge der Entwicklung der sogenannten Prinzipien-und-Parameter-Theorie aufgegeben; deren Grundannahme ist im Wesentlichen, dass allen natürlichen Sprachen dasselbe grammatische System zugrunde liege. Im Spracherwerb müssen so nicht mehr die in einer Sprache enthaltenen grammatischen Prinzipien selbst erlernt werden (denn die sind immer gleich und das Wissen darüber ist angeboren), sondern es muss nur noch die Ausprägung bestimmter sprachlicher Parameter (z. B. Head-first versus Head-last) erkannt werden. Darüber hinaus wurde vorgeschlagen, dass sprachliche Variation komplett auf das Lexikon beschränkt sei – grammatische Parameter betreffen also nur die Eigenschaften funktionaler lexikalischer Elemente, und Spracherwerb insgesamt kann auf Lexikonerwerb reduziert werden. Chomsky spricht nun auch davon, dass der Kern der menschlichen Sprachfähigkeit nur die Rekursivität enthalte, da dies die einzige (mit Sprache verbundene) Fähigkeit sei, die nur der Mensch besitze (Sprachfähigkeit im engeren Sinne). Die Sprachfähigkeit im weiteren Sinne umfasst dann z. B. das sensorisch-motorische System, das unter anderem den Sprechapparat umfasst.
Von grundlegender Bedeutung ist die Universalgrammatik in der Optimalitätstheorie. Alle dort postulierten Beschränkungen sind als Teil der Universalgrammatik zu betrachten. Sprachliche Unterschiede ergeben sich per Annahme aus der Gewichtung der einzelnen Beschränkungen.
Die Neuropsychologin Angela Friederici hat 2018 erste empirische Hinweise für das Vorhandensein eines Organs vorgelegt, das für die Universalgrammatik zuständig ist. Dabei handle es sich um ein Faserbündel im Gehirn zwischen dem Broca-Areal und dem Wernicke-Areal.

## Kritik
Kritik am Konzept der Universalgrammatik kommt u. a. von behavioristischer Seite. Strittig ist dabei nicht, ob sprachliches Verhalten sowohl ontogenetische als auch phylogenetische Voraussetzungen hat, sondern ob es einen angeborenen Mechanismus geben muss, der die Anordnung elementaren sprachlichen Verhaltens beschränkt. Alle Argumente, die für eine angeborene Grammatik ins Feld geführt würden, bestätigten lediglich, dass die Fähigkeit zu sprechen für das Individuum nützlich (das heißt ein Überlebensvorteil) ist. Sie rechtfertigten nicht eine Universalgrammatik und sie erklärten nicht, warum ein Organismus ohne diese einen Nachteil im Kampf ums Überleben hätte. Zudem scheinen auch Tiere (Stare) über Fähigkeiten zu verfügen, die bislang als universelles Merkmal nur menschlichen Sprachvermögens galten.
Stephen C. Levinson und Nicholas Evans kritisieren, dass in der Generativen Linguistik sehr viele unterschiedliche Modelle der Universalgrammatik benutzt würden und ihre Verteidiger sich aus diesen verschiedenen Modellen und Ansätzen jeweils die für ihren Standpunkt benötigten Teile herauspickten. Somit sei es nicht möglich, eine kohärente Gegenhypothese zu formulieren und zu testen.
Michael Tomasello vertritt die Ansicht, dass die Annahme einer Universalgrammatik unnötig sei, da sich der Spracherwerb durch allgemeinere Lernprozesse und die Entwicklung sozial-kognitiver Fähigkeiten (wie zum Beispiel das Etablieren gemeinsamer Aufmerksamkeit, um auf ein Objekt zu referieren, oder die Fähigkeiten, Intentionen der anderen Akteure zu erfassen) erklären lasse. Er kritisiert auch, dass es keine Einigkeit darüber gebe, was die Universalgrammatik enthalten soll.
Mit seiner Behauptung, dass die Sprache Pirahã ein Gegenbeispiel zur chomskyschen Universalgrammatik darstelle, da es in ihr keine Rekursion (und somit auch keine eingebetteten Sätze) gebe, hat der Linguist Daniel Everett einige Aufmerksamkeit erregt. Er begründet dies vor allem mit der Beschaffenheit der Kultur der Pirahã, die ausschließlich auf die Gegenwart fixiert ist: Die Pirahã haben keine Schöpfungsmythen, erzählen sich keine Geschichten und erinnern sich meist nicht an Verstorbene. Seine Aussagen wurden jedoch stark kritisiert und ihm wurde eine Fehlanalyse der Sprachdaten vorgeworfen. Somit ist dies zwar ein berühmtes, aber auch sehr umstrittenes Gegenbeispiel.
Christiansen und Chater (2008) haben argumentiert, dass eine biologisch, das heißt genetisch, determinierte Universalgrammatik evolutionär unplausibel sei, da Sprachwandel wesentlich schneller voranschreite als genetischer Wandel. Sprache stellt also ein „bewegtes Ziel“ dar und bietet keine stabile Entwicklungsumgebung für potentielle Sprachgene. Die Ursprache muss zu Beginn ein kulturelles Produkt mit hoher Variabilität gewesen sein, und es ist durch evolutionäre Mechanismen nicht erklärbar, wie dies genetisch fixiert worden sein soll. Das menschliche Gehirn ist also nicht an Sprache angepasst, (wie es in der chomskyschen Tradition angenommen wird): Die UG-Prinzipien sind arbiträr, d. h., sie stehen in keiner Verbindung zu kognitiven Prinzipien oder Lernmechanismen, sondern Sprache ist an das Gehirn angepasst; sie wird durch generelle Lernmechanismen und Verarbeitungspräferenzen geformt, die adaptive Zwänge auf Sprache ausüben. Sprache wird als „Organismus“ angesehen, der sich im Laufe der Evolution immer besser an seine Umwelt, hier das menschliche Gehirn, anpasst. Mit dieser Sichtweise ist es leichter zu erklären, warum sprachliche Strukturen so komplex und trotzdem erlernbar sind: Sprache folgt allgemeinen kognitiven Prinzipien und ist so geformt, dass sie möglichst leicht verarbeitbar ist. Christiansen und Chater schließen nicht aus, dass Sprache einen Einfluss auf die Evolution der Hominiden hatte (gute Sprachfähigkeiten könnten den Reproduktionserfolg gesteigert haben), betonen aber, dass der Zwang für Sprache, sich ans menschliche Gehirn anzupassen, ungleich größer sei als die Zwänge auf Menschen, Sprache zu benutzen. Sprachverwendung ist nur einer von vielen adaptiven Zwängen, die auf Menschen einwirken, während für Sprache der einzige adaptive Zwang die (möglichst leichte) Lern- und Verarbeitbarkeit durch das menschliche Gehirn ist.